# Полиглот (серия путеводителей)
Polyglott (Полиглот) — серия путеводителей. Первоначально выпускалась в Германии на немецком языке, позже появились переводы и на другие языки, в том числе русский (с 1994 года), а также самостоятельные путеводители на других языках. В существующем виде относится к «путеводителям для отдыха», то есть рассчитан на туристов, путешествующих с пакетным туром, для того, чтобы они могли получить первоначальные сведения о стране, регионе или городе путешествия. В настоящее время выпускаются как обычные, так и тематические путеводители и разговорники. С 2004 года выпускаются версии для мобильных телефонов.
7 августа 1902 года в Берлине было основано издательство Polyglott Kuntze Kosmos. В настоящее время входит в состав группы Langenscheidt.

## Полиглот в России
Путеводители Полиглот издаются в России с 1994 года. Серия насчитывает около 130 путеводителей по странам, регионам и городам мира и России. В каждом путеводителе имеется в среднем 10-15 маршрутов. Серия постоянно растет, обновляется и актуализируется. Кроме путеводителей по странам серия Полиглот имеет путеводители для гурманов (Испания, Италия, Франция). Дополняет серию путеводитель по культуре и искусству — в 2008 году вышел в свет путеводитель по Третьяковской галерее.